# Les Arnaqueurs VIP
Pour les articles homonymes, voir Hustle.
Les Arnaqueurs VIP ou Les As de l'arnaque au Québec (Hustle) est une série télévisée britannique en 48 épisodes de 51 minutes créée par Tony Jordan et diffusée entre le 24 février 2004 et le 17 février 2012 sur BBC One et depuis le 14 janvier 2005 aux États-Unis sur AMC.
En France, la série a été diffusée à partir du 15 janvier 2005 sur M6, du 2 février 2005 sur Paris Première et dès le 18 février 2014 sur France Ô. Au Québec, elle a été diffusée à partir du 12 avril 2005 sur Télé-Québec,.

## Synopsis
Cette série met en scène un groupe d'arnaqueurs professionnels, qui a pour règle de « n'escroquer que ceux qui le méritent ». Ciblant de riches industriels à la morale déloyale, ils se servent de leur cupidité en les lançant dans de longues arnaques, gagnant leur confiance pour qu'ils investissent de fortes sommes. Ils ne sont cependant pas des Robin des Bois, gardant tout ou partie de l'argent engrangé pour mener une vie faste, ce qui les conduit inévitablement à enchaîner les coups. Leur spécialité (de même que leur versatilité) et leur organisation sont leurs atouts, ce qui leur permet de réussir très souvent leurs coups malgré les imprévus de dernière minute.

## Distribution
- Adrian Lester (VF : Christophe Peyroux) : Michael « Mickey Bricks » Stone (saisons 1 à 3, puis 5 à 8)
- Robert Glenister (VF : Philippe Peythieu) : Ash « Three Socks » Morgan
- Robert Vaughn (VF : Bernard Woringer puis Dominique Paturel) : Albert Stroller
- Marc Warren (VF : Vincent Ropion) : Danny Blue (saisons 1 à 4)
- Jaime Murray (VF : Juliette Degenne) : Stacie Monroe (saisons 1 à 4)
- Rob Jarvis (en) (VF : Jean-Pol Brissart) : Eddie
- Ashley Walters (VF : Daniel Lobé) : Billy Bond (saison 4)
- Kelly Adams (VF : Isabelle Volpe) : Emma Kennedy (saison 5 à 8)
- Matt Di Angelo (en) : Sean Kennedy (saison 5 à 8)

 Source et légende : version française (VF) sur RS Doublage

## Production

### Conception
La série a été créée par l'équipe qui a créé et diffusé la série MI-5, une comédie dramatique au style similaire diffusé pour la première fois en 2002. Bharat Nalluri, le réalisateur, en eut l'idée début 2002 lors du tournage de la première saison de MI-5. Nalluri confia le concept à Jane Featherstone, le Directeur général de Kudos Film & Television qui était la société de production à l'origine de MI-5, à l'arrière d'un taxi lors du retour d'un tournage,. Featherstone recruta alors Tony Jordan, le scénariste principal du soap opera EastEnders, pour développer un projet réalisable.
Jordan écrivit quelques ébauches de scénarios, que Featherstone présenta à la BBC; Gareth Neame approuva une saison de six épisodes. Featherstone rassembla une équipe de production qui recoupait celle de l'équipe de MI-5, dont Simon Crawford Collins comme producteur et Matthew Graham comme coauteur. Lors de l'écriture du premier épisode, Jordan trouva son inspiration dans des films et séries tels que l’Agence tous risques, L'Arnaque et Les Arnaqueurs, mais aussi dans des films tels que Ocean's Eleven ou Mission: Impossible,.

### Distribution
L'accord pour commencer le tournage de la série ayant été obtenu, l'équipe de production commença à rechercher des acteurs pour jouer à la fois les personnages principaux et le "pigeon" pour chaque épisode. Tony Jordan avait créé des personnages à forte personnalité, chacun avec son propre style et panache, mais le but était de créer une "unité familiale" plausible bien qu'inhabituelle. Robert Vaughn, de la série Des agents très spéciaux, a été suggéré pour jouer le rôle d'Albert Stroller, l'arnaqueur âgé responsable de tendre des pièges aux "pigeons" potentiels. Après avoir rencontré Vaughn lors d'un repas, Crawford "reconnut qu'il pourrait donner une nouvelle dimension au personnage d'Albert". Vaughn s'est vu offrir le rôle, et il lui fut demandé de commencer à tourner le jour suivant.
Le scénario de Jordan prévoyait un groupe de cinq escrocs, de différents âges, apparences et expériences. La production choisi Adrian Lester, jouant alors Henry V au National Theatre, pour le rôle de Michael Stone, l'ancien leader du groupe; Marc Warren pour le rôle de Danny Blue,; et Robert Glenister dans le rôle de Ash Morgan; en août 2003. Bien qu'ayant fait plusieurs apparitions dans des films et sur scène, Lester était inconnu à la télévision, avec moins de deux heures de diffusion à l'écran avant le premier épisode des Arnaqueurs,. Lester expliqua qu'il « ne pouvait pas s'imaginer jouer le même personnage pendant des années, mais que Les Arnaqueurs VIP étaient complètement différents ».
Jaime Murray compléta le groupe des acteurs principaux, en jouant Stacie Monroe qui, en tant que seule femme du groupe, devient le leurre.
En plus des acteurs principaux, l'équipe de production recruta un certain nombre d'acteurs, tant majeurs que secondaires, pour jouer les "pigeons" dans chaque épisode, dont David Haig, Tamzin Outhwaite, et David Walliams,.

### Tournage
L'équipe et les acteurs en place, le tournage du premier épisode des Arnaqueurs VIP commença à Londres entre août et novembre 2003. Les acteurs principaux reçurent des instructions de la part de professionnels concernant l'habileté et le vol à la tire ; "toutes les ficelles du métier allant de brouillage de cartes au vol de montres", selon Lester. Les acteurs trouvèrent l'expérience informative ; Murray expliqua, « Je me suis rendu compte que la plupart des duperies se font en faisant diversion - quand vous essayez de duper quelqu'un, vous faites quelque chose pour les distraire dans la direction opposée, ainsi ils ne le remarque pas, et c'est exactement comment ça que les voleurs à la tire travaillent ».
Plusieurs membres de la distribution ont décrit le calendrier de tournage de la série comme très agité. Vaughn a dit que "on m'a offert [le rôle], on m'a dit de monter dans un avion une heure après l'appel que j'ai reçu, et le tournage commença le jour suivant". En 2009, après le tournage de la quatrième saison, Lester a expliqué que « quand nous commençons à tourner, nous filmons deux épisodes simultanément, avec les scènes dans le désordre. Savoir où vous êtes au sein des machinations complexes à n'importe quel moment est… un défi ». Au contraire, Murray prétendit que la scène la plus dure de la série était le quatrième épisode, quand Danny perd face à Stacie au strip poker et finit entièrement nu : « Pour moi, c'était la scène la plus dure des six mois que nous avons passé à tourner la série… Stacie est supposée rester calme… Elle regarde en bas, le regarde et fait négligemment et doucereusement un commentaire. Je continuais de regarder en bas, […] et [j']étais presque incapable d'arrêter de rire. Donc tout ce que vous verrez, c'est moi en train de rire ».
Bien que le programme contienne peu de cascades ou d'effets spéciaux spectaculaires, le premier épisode inclut un exemple de l'escroquerie favorite de Ash Morgan, connue sous le nom de "the Flop" : s'étant précédemment fait une fracture lors d'une bagarre dans un bar, Morgan se tint délibérément devant une voiture en mouvement et exagéra l'accident. Bien qu'il ne se soit pas blessé dans ce dernier, le scanner mis en évidence sa précédente fracture et la compagnie d'assurance dut le dédommager. Glenister a hésité à faire la cascade lui-même en entier, en déclarant : « j'ai un cascadeur qui a fait la phase de destruction du pare-brise, mais j'ai fait tout le reste… Nous aimons tous faire des cascades où l'on doit conduire vite car c'est le propre des garçons, mais quand il s'agit de cascades dangereuses, je suis très heureux de laisser la place à quelqu'un d'autre ! ».

### Sortie
Le premier épisode des Arnaqueurs fut diffusé le 24 février 2004 sur BBC One, à la suite d'une campagne promotionnelle menée par Abbott Mead Vickers, avec son slogan, "the con is on". Le programme eut un succès immédiat, avec près de 6,7 million de téléspectateurs. Avant la fin de la première saison, la BBC avait vendu des licences de rediffusion dans plus de douze pays.

## Saisons suivantes
En réponse aux réactions positives, la BBC reconduit la série pour une seconde saison, le 17 mars 2004, après la diffusion de seulement trois épisodes. La seconde série était composée de presque la même équipe que l'équipe initiale dont Jordan comme scénariste, et introduit Karen Wilson comme productrice ; tous les acteurs principaux acceptèrent de reprendre leur rôle.

### Saison 2
Le tournage de la seconde saison des Arnaqueurs VIP eu lieu en été 2004, aux alentours du centre de Londres. Lester décrivit le tournage de la seconde saison comme "plus facile" que la première. "Lors de la première saison nous ne nous connaissions pas… Nous essayions de mettre au point les rôles que nous allions jouer et les scénarios étaient toujours en train d'être écrits alors que nous tournions ; nous devions trouver ce que les Arnaqueurs allaient devenir… La deuxième fois fut beaucoup plus facile, beaucoup plus rapide… Quand nous lisions le scénario, nous pouvions vraiment entendre les autres jouant leurs rôles, parce que nous savions comment ils allaient les faire…" Avec le succès de la première saison, l'équipe de scénaristes des Arnaqueurs était capable d'être plus inventive en créant de nouveaux scénarios pour les six épisodes de la saison 2.
Le programme retint tous les acteurs principaux de la première saison ; parmi les acteurs invités apparaissant dans la seconde saison se trouvent Lee Ingleby, Fay Ripley, et Robert Llewellyn. La saison 2 fut diffusée sur BBC One le 29 mars 2005, pour une première audience de 6,7 millions de téléspectateurs.

### Saison 3
À la suite de la deuxième saison qui eut également du succès, la BBC présenta les Arnaqueurs au marché américain, accordant la licence d'exploitation au géant médiatique américain AMC. En plus des droits exclusifs de la rediffusion de la saison 1 et 2 aux États-Unis, AMC prit position comme partenaire de coproduction pour la saison 3, qui était déjà en pré-production, avec l'option de reprendre la même position pour la saison 4. La série fut diffusée pour la première fois aux États-Unis en janvier 2006, mais faussement décrite comme une "série originale d'AMC". La BBC a aussi accordé de nouvelles licences en Australie et Nouvelle-Zélande,.
En exploitant le succès international des Arnaqueurs, la BBC créa une série dérivée (spin-off), The Real Hustle, qui fut diffusée pour la première fois le 10 février 2006. Le documentaire suit trois authentiques arnaqueurs - un magicien et joueur professionnel, une actrice glamour, un artiste professionnel ayant une grande habileté manuelle et un consultant. La BBC a décrit cette série comme une tentative "de révéler comment les escrocs travaillent pour que le téléspectateur puisse éviter d'être arnaqué par les mêmes tours".
Les cinq acteurs principaux ont de nouveau repris leurs rôles dans la troisième saison, qui a reçu certains invités dont Richard Chamberlain, Linford Christie, Sara Cox et Paul Nicholls (en). La saison fut diffusée pour la première fois le 10 mars 2006, jusqu'au 14 avril. Le deuxième épisode, où Danny et Mickey se retrouvent à courir nus dans Trafalgar Square, attira une audience de 6 millions de téléspectateurs. Lester décrivit cette scène comme l'une des plus embarrassante qu'il ait eu en déclarant « Vous oubliez juste combien d'appareils photo il y a… Nous pensions que [la place] était assez déserte, mais aussitôt que quelqu'un a crié « Action », il y eut des bruits derrière nous et on a soudainement commencé à tourner ».

### Saison 4
Avec le soutien d'AMC, une quatrième saison des Arnaqueurs était pratiquement garantie, et fin 2006, il était acquis qu'une nouvelle saison était commandée. En dépit des fonds supplémentaires fournis par AMC, qui autorisèrent les scénaristes à faire des épisodes se déroulant à Las Vegas et Los Angeles, la série dut mettre en place des castings. Une rumeur affirmait qu'en avril 2006, Adrian Lester ne reprendrait pas son rôle de Mickey Bricks pour la quatrième saison ; la BBC confirma son départ en septembre de cette même année, et engagea Ashley Walters comme personnage principal de remplacement. La BBC contesta rapidement les affirmations selon lesquelles Lester était parti à cause des changements dans la production, tandis que Lester expliqua son acte par le besoin de "faire autre chose". Toutefois, Lester admit qu'il sentait que la série "devenait un petit peu trop 'légère'".

### Saison 5
La saison 5 voit le retour de Mickey, et surtout de l'acteur Adrian Lester qui le joue, parti sur d'autres projets durant la saison 4 (notamment Bonekickers). Dans cette saison, l'équipe repart pratiquement de zéro, avec toujours Albert Stroller (Robert Vaughn) et Ash Morgan (Robert Glenister) comme piliers de l'équipe, auxquels s'ajoutent deux nouveaux acteurs, Kelly Adams (Holby City, Robin Hood) et Matt Di Angelo (EastEnders), en remplacement de Jaime Murray (Stacie Monroe) et Marc Warren (Danny Blue) partis sous d'autres cieux. 
Autant Jaime Murray était brune, autant Kelly Adams est blonde, certainement pour faire une rupture importante avec le passé. L'équipe se réunit toujours dans le même bar, et paye toujours avec difficulté ce qu'elle doit au pauvre patron qui s'en est fait une philosophie.
Les pigeons sont toujours autant d'odieux gens riches dont on se délecte de les voir se faire "avoir" par nos arnaqueurs au grand cœur. L'action se passe toujours à Londres, principalement dans la City.

### Saison 6
Une saison 6 a été produite en 2010, vu le succès de la saison 5 en Angleterre. L'équipe est la même que lors de la saison 5.

## Format
Chaque épisode des Arnaqueurs est une histoire indépendante, avec peu ou aucun lien avec les autres épisodes de la série, toutefois il y a une certaine continuité, par exemple : 
- une trame tournant autour de la femme de Mickey demandant le divorce et un règlement dans les deuxième et troisième épisodes de la saison 1,
- l'équipe partant en vacances à la fin de la saison 1 et en revenant au début de la saison 2,
- l'équipe rattrapée par l'utilisation d'une fausse carte de crédit et devant quitter sa chambre d'hôtel à la fin de la saison 2, et toujours sans domicile au début de la saison 3,
- Billy changeant graduellement de position dans l'équipe durant la saison 4,
- l'équipe arnaquant deux hommes au deuxième épisode de la saison 5, qui réapparaissent à la fin de cette même saison pour prendre leur revanche.

Chaque programme suit l'équipe alors qu'ils préparent un "gros coup", une arnaque prolongée contre un ou plusieurs "pigeons". Adrian Lester décrivit la différence entre les arnaques prolongées et les abus de confiance plus communs : "Vous prenez un pigeon et le convainquez d'une certaine situation ou un mensonge, et vous le faites partir pour chercher plus d'argent puis revenir et vous le donner". Dans la saison 1, Stacie explique à Danny les raisons pour lesquelles les arnaques qui durent plus longtemps tendent à marcher : contrairement aux plus courtes qui sont les plus évidentes, "La plupart des pigeons ne dénoncent pas une arnaque parce qu'ils pensent qu'ils ont fait quelque chose d'illégal, ou mieux encore, il ne se rendent pas compte immédiatement qu'ils ont été arnaqués".
La série brise souvent le quatrième mur (habituellement au moins une fois par épisode) et utilise des scènes séparées tournées dans un style différent du reste de l'épisode. Par exemple, dans plusieurs épisodes, les personnages semblent "arrêter le temps", interagissant avec les autres personnages immobiles, en discutant de l'arnaque entre eux, ou encore avec l'audience. La technique est utilisée comme une métaphore pour montrer comment les personnages principaux manipulent leur environnement comme ils le veulent, par opposition aux gens normaux qui ne font pas attention à ce qui se passe. Des exemples peuvent être vus dans l'épisode "Une vraie mine d'or", le premier épisode de la saison 2, ou "Cinq contre un", l'épisode 2 de la saison 4. Les autres moments où le quatrième mur est brisé sont plus subtils - un personnage sourit à la caméra alors l'arnaque commence, ou prononce quelque mots à l'attention des téléspectateurs. Certains épisodes insèrent des séquences plus fantaisistes tels que des scènes tournées comme des musicals de Bollywood ou un film muet.
Chaque épisode présente aussi un abus de confiance joué sans être vu des téléspectateurs à l'aide de fausses indications et de détails cachés du complot, qui sont révélés à la fin de l'histoire. Toutes les arnaques dépeintes ne sont pas réussies, et quelques épisodes se concentrent sur les personnages subissant les conséquences de leurs actions. Cependant, même si une arnaque échoue vraiment, les personnages s'en sortent d'une manière ou d'une autre.
En plus d'une longue arnaque, chaque épisode représente un certain nombre d'arnaques courtes jouées par les personnages principaux. Les petites arnaques présentent le nombre infini de tours que peut connaître un escroc professionnel et la facilité avec laquelle les arnaques courtes peuvent être jouées.

## Diffusion
| Saisons | Dates de diffusion au Royaume-Uni | Audience moyenne | Nbre d'épisodes |
| ------- | --------------------------------- | ---------------- | --------------- |
| 1       | 24 février - 30 mars 2004         | 6,47 millions    | 6               |
| 2       | 25 mars - 3 mai 2005              | 5,82 millions    | 6               |
| 3       | 10 mars - 14 avril 2006           | 5,86 millions    | 6               |
| 4       | 3 mai - 7 juin 2007               | 5,54 millions    | 6               |
| 5       | 8 janvier - 12 février 2009       | 6,07 millions    | 6               |
| 6       | 4 janvier - 8 février 2010        | 6,27 millions    | 6               |
| 7       | 7 janvier - 18 février 2011       | 6,79 millions    | 6               |
| 8       | 13 janvier - 17 février 2012      | 6,21 millions    | 6               |

En octobre 2005, la BBC a vendu des droits de diffusion aux États-Unis à AMC, qui devint un partenaire de production pour la saison 3. La série est aussi diffusée en Espagne et au Portugal par People+Arts, partiellement possédé par la BBC. Les deux premières saisons ont été diffusées à la suite sur CBC au Canada pendant l'été 2006. La troisième saison a été diffusée pour la première fois sur CBC le 13 février 2007.
En France, le premier épisode de la saison 1 a été diffusé le 15 janvier 2006 sur M6, puis le 18 février de la même année sur Paris Première. La diffusion de l'épisode pilote en janvier avait alors réuni 1,2 million de téléspectateurs.
La saison 4 marqua un changement par rapport aux diffusions initiales. Originellement, la BBC diffusait les épisodes au Royaume-Uni, puis, six à neuf mois plus tard, ils étaient diffusés sur AMC aux États-Unis. Toutefois, à la suite des fonds supplémentaires fournis par AMC pour la production, la saison 4 fut diffusée dès le 18 avril 2007 aux États-Unis, avant leur diffusion au Royaume-Uni. En conséquence de l'investissement grandissant d'AMC, les premier et dernier épisodes de la saison 4 ont été filmés à Los Angeles et Las Vegas. La série a aussi été diffusée dans d'autres pays tels que la Nouvelle-Zélande et l'Australie (sur ABC1, et sur la chaine UKTV de Foxtel), au Japon, en Italie sur La7 et en Finlande sur MTV3.
Le générique de début, créé par Berger & Wyse, a été nommé à la Royal Television Society Award (2005), pour un British Academy Television Awards (2006) et un Emmy (2007). La musique de début, composé par Simon Rogers fut aussi nommé pour l’Outstanding Original Main Title Theme Music Emmy en 2007.
La BBC annonça le 12 juin 2008 qu'une cinquième saison allait être commandée avec l'acteur des saisons 1 à 3, Adrian Lester, qui revient aux côtés de Robert Glenister et Robert Vaughn. En raison de conflit de programmation, Marc Warren et Jaime Murray n'apparaissent pas dans la saison 5, et sont remplacés par Matt Di Angelo et Kelly Adams.
En juin 2006, la 20th Century Fox a acquis les droits pour un film adapté des Arnaqueurs ; qui est en train d'être écrit par le créateur Tony Jordan. En février 2009, le producteur exécutif, Simon Crawford Collins a annoncé que le film serait produit par les studios américains.
Le 11 février 2009, la BBC confirma que les Arnaqueurs seraient prolongés pour une sixième saison. Le tournage aura lieu à Birmingham en 2009, et la série sera diffusée au Royaume-Uni en 2010. Simon Crawford Collins a déclaré que les acteurs principaux de la saison 5 devraient revenir avec le possible retour des acteurs originaux, Marc Warren ett Jaime Murray.

## Produits dérivés

### DVD
Plusieurs saisons de la série sont sorties sur des DVD à 2 disques, tant en Europe qu'en Amérique du Nord. Au Royaume-Uni, Région 2, la sortie de la saison 1 contenait par erreur les éléments édités pour les versions américaines des épisodes et non les épisodes complets comme ceux de la BBC. Une édition revue et corrigée est sortie quelque temps après. L'édition revue et corrigée a un certificat 15 tandis que le DVD coupé a un certificat PG.

## Compléments